# 𣬂姓
𣬂是中國的一個罕見姓氏，由比干二字組合而成。該姓氏的人數近千，自認為商朝忠臣比干後人，聚居於湖南省常德市安乡县及其周圍縣市，少數分佈於中國其他地區及境外。